# Landkreis Ammerland
Landkreis Ammerland är ett distrikt (Landkreis) i det tyska förbundslandet Niedersachsen. 

## Geografi
Ammerland ligger på det nordtyska låglandet, mellan Oldenburg och Ostfriesland. Ammerland ligger inom det historiska området Oldenburger Land och är känt för sitt parkliknande landskap.

## Näringsliv
Näringslivet dominerades tidigare av torvbrytning. I dag är trädgårdsodling och turism viktigast för Ammerlands näringsliv. Distriktet är särskilt känt för rhododendronodlingar. Turismen är i första hand koncentrerad till kurorten Bad Zwischenahn. I Edewecht finns viss livsmedelsindustri, bland annat mejerier och slakterier. Ammerland är känt bland annat för sin skinka (Ammerländer Schinken).
Genom distriktet går bland annat järnvägen mellan Oldenburg och Wilhelmshaven samt mellan Oldenburg och Leer. Genom distriktet går vidare bland annat motorvägen A28. 

## Städer och kommuner i Ammerland
I förvaltningsrättslig mening finns i modern tid ingen skillnad mellan begreppet Stadt (stad) gentemot Gemeinde (kommun). 
Det finns sex kommuner i distriktet Ammerland
- Bad Zwischenahn (27.285 invånare 2007)
- Westerstede, stad och Ammerlands huvudort (22.107)
- Edewecht (21.093)
- Rastede (20.629)
- Wiefelstede (14.940)
- Apen (10.987)

1. ↑  GeoNames, 2005, Geonames-ID: 3221058, läs online och läs online.[källa från Wikidata]
2. ↑  läs online, www1.nls.niedersachsen.de .[källa från Wikidata]